# Mbingu
Mbingu è una circoscrizione rurale (rural ward) della Tanzania situata nel distretto di Kilombero, regione di Morogoro. Conta una popolazione di 22 717 abitanti (censimento 2012).